# Резолюция Совета Безопасности ООН 34
Резолюция Совета Безопасности ООН 34 — резолюция, принятая 15 сентября 1947 года. Согласно резолюции, Совет Безопасности постановил, что спор между Грецией с одной стороны и Албанией, Югославией и Болгарией с другой стороны, исключается из списка вопросов, рассматриваемых Советом Безопасности, а также поручил Генеральному Секретарю предоставить в Генеральную Ассамблею ООН все документы и отчеты касающиеся данного вопроса.
Резолюция была принята 9 голосами против 2 (Польша и Советский Союз).